# Flash informativo
El flash informativo es la información más breve y urgente (normalmente transmitida por una agencia) que emite una cadena de televisión, una emisora de radio o se publica en una página web. 
Estos medios usan el flash de distintas maneras, por ejemplo, muchas cadenas de televisión ofrecen estos flashes informativos según lo demande la actualidad para que todos los usuarios dispongan de esa información actualizada, aunque aún falten varias horas para la emisión del próximo informativo.
Por otra parte, en la televisión (y también en la radio) este flash informativo, también llamado boletín informativo, se produce en más o menos un minuto donde el presentador hace un avance de lo que posteriormente será tratado con mayor profundidad.
Este género también existe en Internet y en ese caso hallamos algunas diferencias con los casos anteriores, al ser una noticia escrita que puede tener un apoyo audiovisual, se suele componer por un lado con un texto escrito organizado igual que una noticia normal: un titular, un subtítulo, un lid y un desarrollo de la noticia y por otro lado de un vídeo parecido al que sale en las noticias de televisión.
La gran ventaja de los flashes informativos de Internet es que en primer lugar, cualquier persona puede acceder más rápidamente a más información que en los medios “convencionales” y la segunda es que después de leer el flash los usuarios pueden valorar la noticia y comentar sobre ella en tiempo real y eso favorece el debate y la difusión de información.